# Oko bouře (Hvězdná brána: Atlantida)
Oko bouře (v anglickém originále The Eye) je 11. epizoda první série sci-fi seriálu Hvězdná brána: Atlantida. Premiérově byla vysílána v USA 8. října 2004. Česká premiéra proběhla 1. prosince 2008 na televizi AXN Sci-Fi.

## Obsah epizody
Velitel Geniů Kolya vyžaduje na Shepardovi obnovení elektrického napájení v okolí uzemňovací stanice, v opačném případě vyhrožuje zabitím Weirové a McKaye. Ti se zatím pokoušejí opravit stanici, která byla při přestřelce poškozena.
Mezitím na pevnině dorazí k jumperu oko bouře a loď má šanci odstartovat na pomoc Sheppardovi. S pomocí detektoru pohybu najde poručík Ford Shepparda a taktak jej zachrání před zajetím. Sora(dcera genijského vojáka, který byl zabit Wraithy v epizodě V podzemí) Sheppardovo osvobození z úkrytu pozoruje a počká si na Teylu, které se chce pomstít za otcovu smrt.
Bouře se rychle blíží k městu a ochranný štít se stále nedaří zapnout. Kolya vidí, že město pravděpodobně nevydrží, proto se rozhodne planetu opustit. Weirovou a McKaye si chce vzít s sebou, Sheppard je však zachrání.
McKay v posledním okamžiku spouští štít a přichází tsunami. Atlantida mu odolá téměř bez poškození.